# Alpaida iguazu
Alpaida iguazu är en spindelart som beskrevs av Levi 1988. Alpaida iguazu ingår i släktet Alpaida och familjen hjulspindlar. Inga underarter finns listade i Catalogue of Life.